# Txiganak (Arkadak)
|  | Per a altres significats, vegeu «Txiganak». |

Txiganak (en rus: Чиганак) és un poble de l'óblast de Saràtov, a Rússia, segons el cens del 2010 tenia 511 habitants. Pertany al districte municipal d'Arkadak.